# Тимськ
Тимськ (рос. Тымск) — село у складі Каргасоцького району Томської області, Росія. Адміністративний центр та єдиний населений пункт Тимського сільського поселення.
В селі народився Герой Радянського Союзу Єрофеєвський Африкант Платонович (1917-1976).

## Населення
Населення — 286 осіб (2010; 350 у 2002).
Національний склад (станом на 2002 рік):
- росіяни — 84 %
- німці — 14 %